# Poa flabellata
Poa flabellata es una especie de gramínea coriácea de tipo tussok perteneciente a la familia Poaceae, es nativa del sur de Sudamérica y de las islas Malvinas. Fue introducida en Escocia como una fuente de alimento para los animales y por su habilidad para crecer en condiciones hostiles. 

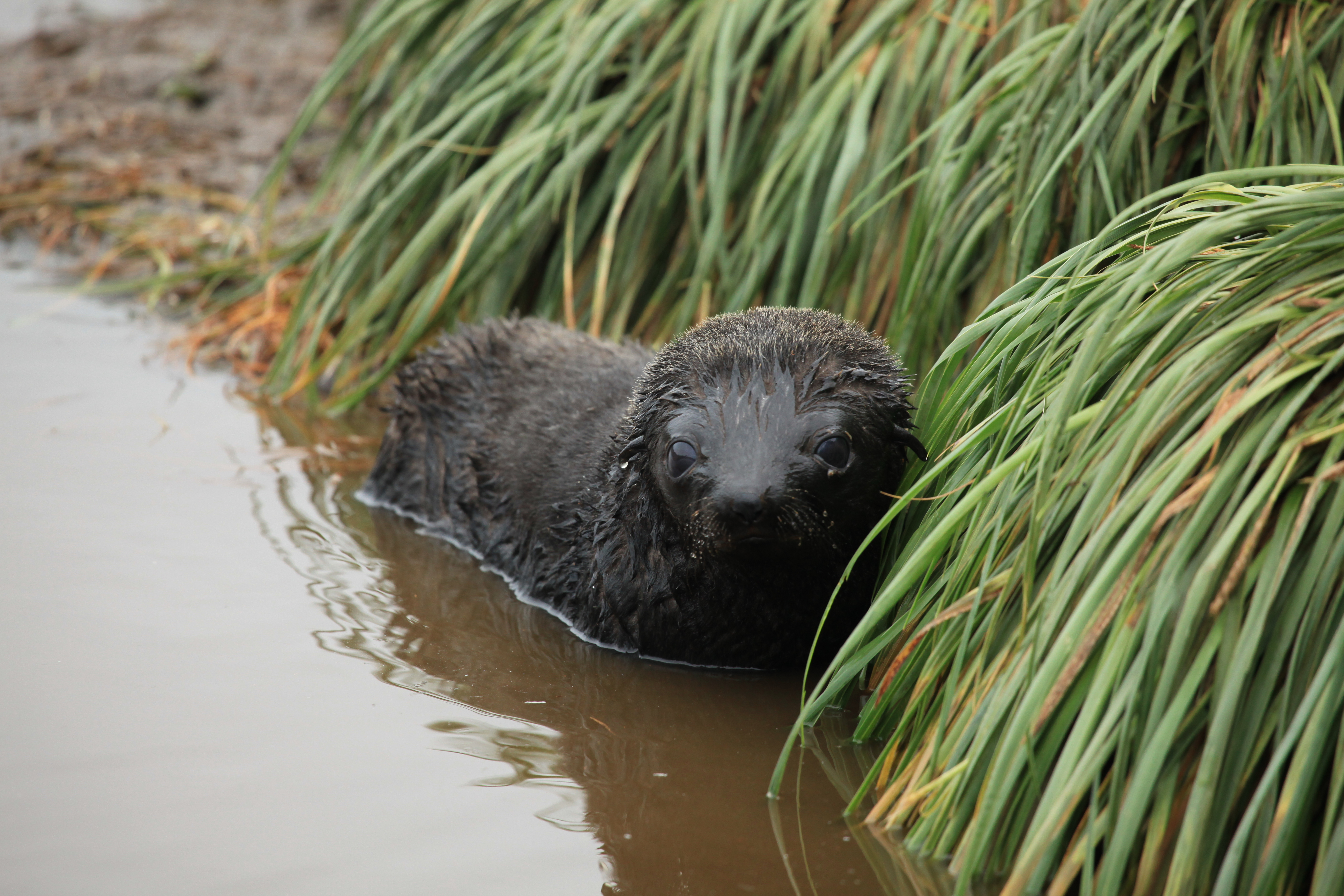
En su hábitat

## Descripción
Crecen en densos matojos, usualmente de 2 metros de altura (e incluso pueden ser mayores), en las tierras costeras húmedas donde  predomina en el paisaje.

## Taxonomía
Poa flabellata fue descrita por (Lam.) Raspail y publicado en Annales des Sciences d'Observation 2: 86, t. 4, f. 11. 1829.
Etimología
Poa: nombre genérico derivado del griego poa = (hierba, sobre todo como forraje).
flabellata: epíteto latino que significa "como abanico".
Sinonimia
| - Dactylis caespitosa J.R.Forst. - Dactylis caespitosa G. Forst. - Festuca antarctica Spreng. - Festuca caespitosa (J.R.Forst.) Roem. & Schult. - Festuca flabellata Lam. basónimo - Festuca urvilleana Steud. - Parodiochloa flabellata (Lam.) C.E.Hubb. | - Poa caespitosa (E.Forst.) Speg. - Poa controversa Steud. - Poa controversa var. minor Steud. - Poa flabellata (Lam.) Hook. f. - Poa forsteri Steud. - Sesleria americana Nees ex Steud. |